# Свети Максимилијан и Кирин
Свети Максимилијан и Кирин су били хришћански епископи и светитељи.
Свети Максимилијан (Максимилијан Целејски, или Максимилијан од Лорха, или Максимилијан Понгауски) је рођен у граду Целију (данашње Цеље), на горњем току реке Саве. Био је дете богатих родитеља. Отац му је страдао током прогона хришћана од стране цара Декија. У 19 години му је умрла мајка. Тада да је наследнио велико имање, које је разделио сиромасима, робове пустио на слободу, а сам се замонашио.
Око 260. године Максимилијан је изабран и посвећен за епископа Норика, са седиштем у граду Лерхи. Као епископ он је ширио хришћанство међу Словенима, са великим успехом. Са великом љубављу се старао о сиротињи и болесницима, а нарочито о прогоњеним хришћанима од стране идолопоклоника.
Када је цар Нумеријан покренуо нови прогон хришћана, префект Норика је на много начина заплашио хришћане, тако да је не мали број њих из страха пристао приноси жртве идолима. Свети Максимилијан се вратио у свој родни крај, да охрабри хришћане да остану чврсти у вери. Због тога је и он ухапшен и одведен у храм бога Марса да принесе жртву. Пошто је то одлучно одбио, префект је наредио да му се одсече глава. То је и учињено 12. октобра 282. године.
Његово мученичко страдање помогло је ширењу хришћанства међу Словенима на реци Сави и на обали Јадранског мора. Ускоро после њег, године 297, у приморју Норика неки војници претрпели су најсвирепија мучења због исповедања Христове вере.
Свети Кирин је био епископ града Сиска. Када префект доње Паноније Максим покренуо прогон хришћана, свети Кирин је побегао из свога града. По наређењу префекта он је пронађен и доведен пред суд. Пошто је храбро исповедио хришћанску веру, стављен је у окове и бачен у тамницу. У тамници светитељ је захваљивао Господу за своја страдања и молио се. Након неколико дана свети Кирин послан је префекту горње Паноније. Тамо је осуђен да буде бачен у реку са каменом о врату. Иако је имао камен дуго је остао на површини воде, проповедајући присутним хришћанима да буду чврсти у вери и да се не плаше ни мука, ни смрти. Тек после његове молитве, таласи су га покрили. Мученички је страдао 309. године.
Мошти светог Максимилијаначувају се у цркви у Цељу која носи његово име и која је подигнута на месту где је његово тело сахрањено.
Православна црква заједнички прославља заједно свете епископе Максимилијана и Кирина 12. октобра.